# 大塩優芽
大塩 優芽（おおしお ゆめ、2011年〈平成23年〉5月31日 -）は、日本の子役、女優、モデル。ハリウッドラテ所属。

## 略歴
2017年から活動。
2022年4月1日からは日本テレビの、「クイズ!あなたは小学5年生より賢いの?」で回答者を助ける助っ人小学生として出演。2023年3月24日をもって卒業。

## 出演

### TV
- しまじろうのわお「くふうしていきる」（2019）
- クイズ!あなたは小学5年生より賢いの?[2]（2022年4月1日 - 2023年3月24日、日本テレビ）助っ人小学生

### CM
- 船井電機/電子ドットテレビFUNAI「電子ドットの映像世界」編（ヤマダ電機)
- 日清 ラ王「いちいちフライパンラ王編」30秒/ピコ太郎
- JCB 2021年春JCBブランドTVCM
- LION クリニカアドバンテージ デンタルフロスY字タイプ「スキマバスターズ」 （2020～）
- MAZDA 「NEW MAZDA cx-8 家族との帰宅」
- MAZDA 「NEW MAZDA cx-8 娘たちのコンサート」（2019～2020）
- 花王 「ビオレu The body 誕生篇」（2019～）
- バンダイ 「ここたまキャッスル」（2018）
- 大京グループ 「手を繋ぐとき」篇 (2018)
- 講談社 「たのしい幼稚園」6月号（2018）
- ケンタッキーフライドチキン ムーミンマルチボウルつきパック「大きめ」篇（2017）

### web
- ライゼボックス (2017～)
- 講談社「プリキュア きせかえクローゼット」 (2018)
- ユニクロ「AIRism もしあなたの汗が10倍だったら」 (2017)

### 雑誌
- 新潮社「ニコ☆プチ」ニコ☆プチKIDS レギュラー (2018～)
- ハースト夫人画報社「美しいキモノ」(2019)
- 講談社「Aneひめ」vol.5 (2018)
- 講談社「たのしい幼稚園」表紙モデル (2017年9月号～2018年10月号)
- 講談社「ひめぐみ」vol.43 12月号増刊 (2018)
- 講談社「だいすきプリキュア！ファンブック」なつ (2018)
- 講談社「だいすきプリキュア！ファンブック」はる (2018)
- 講談社「ひめぐみ」vol.40 4月号増刊 (2018)
- 講談社「ひめぐみ」vol.39 12月号増刊 (2017)
- 講談社「だいすきプリキュア！ファンブック」あき・ふゆ (2017)
- 講談社「ひめぐみ」vol.38 8月号増刊 (2017)
- 学研プラス「ディズニープリンセスらぶ&きゅーと」4月号 (2017)
- 講談社  「なかよし」６月号   ７月号(2023)